# Полосатый стахирис
Полосатый стахирис (лат. Zosterornis striatus) — вид воробьиных птиц из семейства белоглазковых (Zosteropidae).
Является эндемиком Филиппин, обитает только на острове Лусон. Естественной средой обитания данного вида являются субтропические и тропические влажные низменные леса.
МСОП присвоил виду охранный статус «Близки к уязвимому положению» (NT). Полосатому стахирису угрожает возможная утрата мест обитания.